# Riot (Marvel Comics)
Riot è un personaggio dei fumetti pubblicati dalla Marvel Comics, creato da David Michelinie (testi) e Ron Lim (disegni). Esordisce nel 1993 sulla testata Venom: Lethal Protector (vol. 4).

## Biografia del personaggio
Riot è stato creato dalla Life Foundation ma è anche il capo dei simbionti. È stato creato da un campione di Venom un simbionte nero originario del pianeta dei simbionti Klyntar. Riot fuso insieme ad altri cinque simbionti Scream, Phage, Lasher, Agony e Scorn anch'essi ideati dalla Life Foundation, formano un simbionte molto potente di colore rosso chiamato Hybrid.

## Poteri e abilità
Riot essendo stato creato da un campione di Venom può aumentare  o diminuire la sua massa, può creare tentacoli, armi bianche ed armi pesanti. Combatte prevalentemente con lame che sostituiscono le sue mani. Queste lame possono cambiare dimensione. Sono usate soprattutto per sbaragliare numerosi nemici di  dimensioni umane. In certe occasioni quando si trova davanti ad avversari con un alto livello di forza o di massa, usa delle catene che terminano con delle massicce palle da demolizione. Può diventare liquido e può staccare un simbionte dal proprio ospite quasi uccidendolo. Riot è immune a tossine, droghe e malattie terrestri. Può essere ferito gravemente da onde sonore e alte temperature.

## Altri media

### Cinema
- Riot (insieme a Carlton Drake) è l'antagonista principale del film del Sony's Spider-Man Universe Venom, interpretato da Riz Ahmed.

### Videogiochi
Riot compare in:
- Spider-Man & Venom: Separation Anxiety
- Spider-Man: Unlimited